# 普明寺
普明寺（越南语：／）是越南的一座佛寺，位于该国北部宁平省南定坊，始建于李朝时期，並于1262年进行了大规模扩建。该寺也是越南佛教本土宗派竹林禪派主要的活动中心之一，其建筑雕刻艺术亦在陈朝时期具有代表性。

## 历史
按普明寺内的碑文记载，寺庙早在李朝时期即已经建立，但在陈朝紹隆五年（1262年）才得到了大规模扩建，由当时已经退位成为太上皇的陈太宗主持兴修，而寺内的普明塔则在陳英宗年间落成，扩建后，由于当局对佛教的推崇，寺庙法事不断，也成为竹林禪派传播的中心之一，出家为僧的陈仁宗曾在此設無量法會，布施金銀錢帛，賑濟貧窮民众:229-230，陈朝历代皇帝也不乏来此参禅、修行者。普明寺内的铜鼎还与河内崇庆寺的报天塔、独柱寺的龟田钟以及广宁琼林寺弥勒佛铜像合称为“安南四大器”。1426年，明朝将领王通在安南征战时劫掠了普明寺鼎，並将其熔铸成火器，试图抵御黎利部队，但最终战败。此后，普明寺曾经历多次整修改建，1962年4月28日，北越文化和通信部将其列入“国家文化历史文物”。2012年，越南政府总理批准将普明寺及邻近的陈祠列入该国第三批国家特等级文化遗产。

## 建築與造像
普明寺前院大殿正中央有四扇由格木打造的大门，上部雕刻有龍的圖案，軀體茁實，下部则刻有波涛與花朵，裝飾則與現實世界相似，是陈朝雕刻藝術的典型代表之一。寺内还供奉着竹林三祖陳仁宗、法螺禪師、玄光的木制浮雕像，这些雕像雕刻于17世纪，已于2023年获越南政府认定为国宝。寺庙内还供奉着陈仁宗的塑像及莫氏玉林的石像，而陈英宗在位时期兴建的普明塔亦留存至今，该石塔共有4面14级，各面皆有門，塔身自下至上逐渐变细，塔基则刻有龙、波浪、菊花及莲花等形象:86，普明塔也曾出现在越南已经停止发行的100越盾纸币背面。